# St Peter’s Cricket Club
Der St Peter’s Cricket Club ist ein Cricketteam aus dem Vatikan. Das Heimatspielfeld ist das Capannelle Cricket Ground in Rom. Die Trikots sind hellblau oder weiß mit dem Wappen des Heiligen Stuhls.

## Geschichte
Der Cricketclub wurde im September 2013 gegründet und war Teil eines Kultur- und Sportprogramms des Vatikans. Es ging auf die Initiative von John McCarthy, dem damaligen Botschafter Australiens im Vatikan, zurück. Am 22. Oktober 2013 wurde der Club der Presse erstmals vorgestellt. Die neu gegründeten Sportmannschaften sollen zum einen die christliche Religion verbreiten und zum anderen will man über den Sport mit anderen Religionen in Kontakt treten. Um das Christentum in Asien zu etablieren, wurde die Cricketmannschaft gegründet. Daher besteht die Mannschaft vorwiegend aus indischen, pakistanischen und sri-lankischen Spielern, da in diesen Ländern Cricket zu den Nationalsportarten zählt. Am 15. März 2014 fand die erste Trainingseinheit der Saison statt.

## Saison 2014
Das erste offizielle T20-Match der Saison, das Opening Match, fand am 7. April 2014 statt. Dabei spielte das vatikanische Cricketteam gegen eine Auswahl von Spielern aus England. Der Austragungsort war der Capannelle Cricket Ground des Capannelle Cricket Club in Rom. Ein pakistanischer Priesteranwärter von den St. Peter’s XI war mit 42 Runs der highest scorer.
| 7. April | Rom | St. Peter’s XI 141-8 (20)          | – | Nomads XI 130-8 (20) |
|          |     | St. Peter’s XI gewinnt mit 11 Runs |   |                      |

### Light of Faith Tour
Die Light of Faith Tour fand vom 12. bis 20. September 2014 in England statt und war die erste Auslandstour des vatikanischen Cricketteams. Die Tour bestand aus einer Reihe von Wohltätigkeitsspielen, um auf den Menschenhandel hinzuweisen und Spenden zu sammeln. Weiterhin wollte man mit Hilfe des Sports mit Vertretern der Englischen Kirche in Dialog zu treten. Die Tour bestand aus einigen Vorbereitungsspiele und gipfelte in dem Match zwischen dem St Peter’s Cricket Club und dem Anglican XI. In den ersten 6 Tagen diente die St Mary’s Universität als Unterkunft, bevor die Mannschaft weiter nach Canterbury reiste. Das Team bestand aus zwei Priestern, vier Diakonen und sieben Priesterkandidaten. 10 Tage vor dem Start der Tour hatten die Teilnehmer eine private Audience mit Papst Franziskus. Als Teamkapitän wurde der britische Priester und Batsman Vater Tony Currer gewählt.
Das zweite Match der Tour fand im Preston Park in Brighton statt. Zur Unterscheidung der Teamnamen wurden die Ortsbezeichnung mit angegeben. Das vierte Match der Tour fand in Windsor in der Nähe des Windsor Castle statt. Dabei spielte die Delegation aus dem Vatikan gegen Mitarbeiter des Windsor-Schlosses. Der Royal Household Cricket Clubs Ground im privaten Home Park war der Austragungsort. Das Tourfinale fand am 19. September 2014 auf dem St Lawrence Ground, dem Heimatstadion des Kent Cricket Clubs, in der Nähe der Canterbury Cathedral statt.
| 13. September | Aldershot | St. Peter’s XI 152-2 (20)          | – | Chaplains XI 71-4 (20) |
|               |           | St. Peter’s XI gewinnt mit 81 Runs |   |                        |

| 14. September | Brighton | St. Peter’s Club (Brighton) 168-6 (20)          | – | St. Peter’s Club (Vatikan) 114-9 (20) |
|               |          | St. Peter’s Club (Brighton) gewinnt mit 54 Runs |   |                                       |

| 15. September | Ascot | St. Peter’s Club XI 151-10 (29)   | – | Author's XI 147-9 (30) |
|               |       | St. Peter’s XI gewinnt mit 4 Runs |   |                        |

| 17. September | Windsor | St. Peter’s XI 122-9 (20)                     | – | The Royal Household XI 126-0 (19.4) |
|               |         | The Royal Household XI gewinnt mit 10 Wickets |   |                                     |

| 19. September | Canterbury | St. Peter’s XI 106-4 (20)         | – | Anglican XI 108-4 (19.1) |
|               |            | Anglican XI gewinnt mit 6 Wickets |   |                          |

## Weitere Touren
Seitdem tourt die Mannschaft unregelmäßig. Im Oktober 2015 reiste die Mannschaft abermals nach England, um dort gegen eine ausschließlich aus Muslimen bestehende Auswahl aus Yorkshire anzutreten, sowie eine erneute Begegnung gegen The Royal Household XI abzuhalten. Auch kam es zu einem Gegenbesuch der Mannschaft des Erzbischofs von Canterbury in Rom, die der St Peter’s Club mit 43 Runs gewann.
Auf der Tour im September 2016 bestreitet der Club insgesamt vier Spiele, wobei neben der Anglican XI und der muslimischen Mannschaft aus Yorkshire gegen eine südenglische Vertretung aus hinduistischen, muslimischen, sikhistischen und buddhistischen Gemeinschaften angetreten wird. Dabei wurden Spiele unter anderem in den beiden Test-Stadien Headingley und Edgbaston ausgetragen und ein Empfang vom englischen Verband organisiert.